# Minsker Zeitung
Minsker Zeitung – pismo na okupowanej Białorusi podczas II wojny światowej
Pismo zaczęło wychodzić 15 kwietnia 1942 r. w okupowanym Mińsku. Było przeznaczone dla Niemców - wojskowych i pracowników administracji okupacyjnej. Ukazywało się po niemiecku raz w tygodniu. Publikowano w nim komunikaty wojenne z frontów II wojny światowej, opisywano wydarzenia na świecie oraz życie polityczne, społeczne i kulturalne w III Rzeszy, a także w Okręgu Generalnym „Białoruś”. Od poł. września 1942 r. w rubryce „Miński kurier” znajdowały się teksty po białorusku. Część artykułów dotyczyło działalności białoruskich organizacji narodowych. Publikowano utwory autorów białoruskich. Ostatni numer wyszedł 28 czerwca 1944 r.